# Alicia Gardiner
Alicia Gardiner es una actriz australiana, más conocida por interpretar a Kim Akerholt en la serie Offspring.

## Biografía
Alicia fue fundadora del "Stages Drama Studio" en Hampton, Victoria, en donde regularmente realizaba talleres para niños y jóvenes.
Fue miembro fundador de los conjuntos a cappella Four Faces In The Crow e Inann y estudió canto clásico en el Victorian College of the Arts.

## Carrera
En 1999 interpretó a Carmel McCaffery en la miniserie Queen Kat, Carmel & St Jude, en donde también cantó.
Ese mismo año apareció en Halifax f.p.: A Murder of Crows donde interpretó a Gemma Preston; Alicia también prestó su voz como cantante para el personaje de Alicia.
En el 2003 apareció como invitada en la serie The Secret Life of Us donde interpretó a Judy.
En el 2010 se unió al elenco de la serie australiana Offspring donde interpreta a la enfermera Kim Akerholt a quien le gustan los chistes sucios y es muy directa, hasta ahora. Ese mismo año interpretó nuevamente a Kim ahora en la miniserie The Nurses, la cual fue un spin-off de Offspring.

## Filmografía

### Series de televisión
| Año             | Título                      | Personaje               | Notas                           |
| --------------- | --------------------------- | ----------------------- | ------------------------------- |
| 2010 - presente | Offspring                   | Kim Akerholt            | 86 episodios                    |
| 2013            | Redfern Now                 | Brenda                  | episodio "Consequences"         |
| 2010            | The Nurses                  | Kim Akerholt            | miniserie                       |
| 2005            | Last Man Standing           | Amelia Larkin           | 5 episodios                     |
| 2004            | Kath & Kim                  | Invitado                | episodio "The Mango Espadrille" |
| 2004            | Fergus McPhail              | Ms. Crombie             | 7 episodios                     |
| 2004            | Noah & Saskia               | Theresa                 | 4 episodios                     |
| 2003            | The Secret Life of Us       | Judy                    | episodio "The Dark Side"        |
| 2002            | MDA                         | Enfermera Jill          | episodio "Divine Intervention"  |
| 2002            | Marshall Law                | Fran                    | episodio "The Real Thing"       |
| 2002            | Short Cuts                  | Enfermera de la Escuela | episodio "Every Vote Counts"    |
| 2000            | SeaChange                   | Secretaria              | episodio "Eminent Persons"      |
| 1999            | Halifax f.p.                | Gemma Preston           | episodio "A Murder of Crows"    |
| 1999            | Queen Kat, Carmel & St Jude | Carmel McCaffery        | 4 episodios - miniserie         |

### Películas
| Año  | Título                          | Personaje        | Notas |
| ---- | ------------------------------- | ---------------- | --- |
| 2013 | Courage                         | Shannon          | corto - junto a Lyall Brooks, Alinta Chidzey, Luke Stephens, Catherine Larcey, Katrina Talbot & Mietta Gornall |
| 2012 | Jack Irish: Bad Debts           | Sue McKillop     | junto a Shane Jacobson, Steve Bisley, Emma Booth, Debra Lawrance & Fletcher Humphrys                           |
| 2004 | Loot                            | Laura Mantusi    | junto a Anita Hegh, Barry Otto, Russell Dykstra, Tara Morice, Mark Priestley & Nicholas Fleming                |
| 2003 | After the Deluge                | Enfermera        | junto a Essie Davis, Rachel Griffiths, Vince Colosimo, Marta Dusseldorp, Simon Burke & Tara Morice             |
| 2000 | Dogwoman: A Grrrl's Best Friend | Varna O'Halloran | junto a Magda Szubanski, Tara Morice, Tiriel Mora, Simon Lyndon & Robert Menzies                               |

### Apariciones
| Año  | Título         | Personaje | Notas                          |
| ---- | -------------- | --------- | ------------------------------ |
| 2005 | Sensing Murder | Wendy     | episodio "A Mother's Instinct" |

### Teatro
| Año  | Obra                   | Personaje | Director (a)   | Teatro | Notas                                                                                  |
| ---- | ---------------------- | --------- | -------------- | ------ | -------------------------------------------------------------------------------------- |
| 2003 | Open for Inspection    | -         | Chris Molyneux | -      | junto a Nathan Diaz, Kellie Fernando, Nathan MacFie, Megan Thompson & Jeremiah Tickell |
| 2002 | Love's the Best Doctor | -         | Alison Wall    | -      | junto a Warren Bloomer, Jodie Dorday, Jamie Robertson, Matthew Vehl & Richard Vette    |
| 2001 | Mamma Mia!             | Ali       | -              | -      | junto a Anne Wood, Rhonda Burchmore, Katrina Talbot, Nicholas Eadie & Peter Hardy      |